# Egan Bernal
Egan Arley Bernal Gómez, född 13 januari 1997 i Bogotá, är en colombiansk tävlingscyklist som tävlar för Team Ineos. När han debuterade i Tour de France 2018 blev han tävlingens yngste deltagaren sedan 2010.
Bernal vann Tour de France 2019 och blev därmed tävlingens yngste segrare sedan François Faber, som vann upplagan 1909. Bernal har också vunnit etapploppen Paris-Nice och Tour de Suisse.
2021 stod han som totalsegrare i grandtouren Giro d’Italia för första gången.